# گنبد ملا حیدر
گنبد ملا حیدر مربوط به دوره صفوی است و در شهربابک، روستای کهتوکرا واقع شده و این اثر در تاریخ ۱۸ خرداد ۱۳۸۴ با شمارهٔ ثبت ۱۱۸۸۳ به‌عنوان یکی از آثار ملی ایران به ثبت رسیده است.